# Ngakham 1
 (septembre 2013).
Ngakham 1 (ou Gakham, Ngaham) est un village de l'ouest du Sénégal situé dans l'arrondissement de Méouane, le département de Tivaouane et la région de Thiès. Il est à 2 km de Méckhé Village et la commune la plus proche est Meckhe.

## Population
Lors du dernier recensement la localité comptait 1 417 personnes et 162 ménages.
Les habitants de la communauté rurale sont pour la plupart wolofs et musulmans.

## Économie
La population du village cultive le mil, l'arachide et le niébé, etc.

## Éducation
- une école primaire arabe qui date de l'an 1975
- une école primaire française qui date de l'an 2000
- un daara (école coranique) qui date de l'an 2006
- Un Pré-Scolaire Franco-arabe qui date de l'an 2013
- Depuis sa fondation le village connait des études coraniques

## Santé
Un poste de santé a été créé en 2008. Depuis 2008, les habitants du village, ont conjugué leurs efforts pour construire une case santé au sein du village pour que les malades puissent disposer de soins de premier niveau dans le village et se sont engagés à payer un docteur pendant deux ans avant que la case soit érigée en poste de santé à la fin de 2011.[réf. nécessaire]